# Ключов камък
Ключовият камък е строителен елемент, заемащ най-високата точка на зидана дъга, свод или купол, обикновено с формата на клин.
Ключовият камък е последният елемент, поставян на мястото си при изграждането на зиданите конструкции, който заклинва останалите елементи на местата им и дава възможност да се премахне временната подпорна конструкция, поддържаща ги до този момент.
В конструкции с представителни функции ключовият камък често е подчертан чрез увеличаването му извън конструктивно необходимите размери или с добавяне на различни орнаменти. При куполите такава декорация може да се превърне и в отделна конструкция като шпил или фенер. Понякога в съвременните стоманобетонни конструкции, които нямат функционална нужда от ключови камъни, по архитектурни съображения се поставят имитиращи ги елементи.